# Bomberman Online
Bomberman Online (Бомбермен Онлайн, не путать с другой игрой под названием Online Bomberman) — многопользовательская игра, разработанная для игровой консоли Sega Dreamcast компанией Hudson Soft. Игра добавляет нововведения в серию, сохраняя при этом старые качества. Главным героем, как и прежде, является Белый Бомбермен (シロボン — Широбон, White Bomber). Важной деталью является наличие онлайна, позволяющего игрокам со всего света устраивать сражения между собой. Серверы игры были закрыты в 2003 году, возможность игры через «прямой набор», как в одной из предыдущих игр (Saturn Bomberman), не была реализована.

## Сюжет
Бомбермен тренируется, чтобы принять участие в особых соревнованиях на своей планете — Bomb-A-Lympics и завоевать титул героя. Соревнования включают в себя различные дисциплины и испытания, завязанные на способностях бомберменов создавать бомбы. В них принимают участие шестеро соревнующихся, включая Белого Бомбера. Каждый участник должен вступить в сражение с другой командой и пройти различные испытания в их стиле. Пробежав через несколько арен с испытаниями, участник сходится в дуэли с лидером команды, чтобы победить его. Противниками выступают несколько команд — Электрические Драконы (Electric Dragons), Красные Фениксы (Red Phoenix), Морские Принцессы (Princess Mariners), Железные Бульдозеры (Iron Bulldozers) и Штормовые Гиганты (Storm Giants). Так как Белый Бомбер уже держит титул героя Планеты Бомберов, ему предоставлен шанс вступить в соревнования первым. С помощью своих умений он должен победить всех остальных лидеров и стать Мастер Бомбером.

## Игровой процесс
За победу над любой из команд дается одна из пяти золотых медалей. Игрок в процессе может сам выбирать, с какой командой ему сразиться дальше. Всего команд пять, и у каждой свои методы и правила борьбы:
Survival Rule
Дисциплина команды «Электрические Драконы». Это классический стиль, перенесенный из других игр о Бомбермене. За отведенное время необходимо уничтожить всех противников с помощью бомб и следить, чтобы они не сделали то же самое. Когда время начинает подходить к концу, сверху падают неразрушаемые блоки, сильно ограничивающие пространство для боя, и таким образом, вынуждающие одну из сторон проиграть и закончить матч.
Босс — ГромоБомбер (Thunder Bomber).
Hyper Bomber Rule
Дисциплина команды «Красные Фениксы». В этом режиме враги и сам Бомбермен могут погибать неограниченное число раз, при этом они теряют собранные предметы и призы. Основной целью является сбор специальных панелей. Как только один из участников собирает три таких панели, он должен добежать до «воронки» в центре арены и встать на неё. В этом случае по всей арене проносится мощный взрыв, уничтожающий остальных, и матч считается выигранным.
Боссы — Бомбер Братья (Bomber Brothers).
Submarine Rule
Битвы под этой дисциплиной проходят на воде. Команда-соперник — «Морские Принцессы». Арена разделена на две равные части, на левой половине находится Бомбермен, а на другой — участницы из противоборствующей команды. Специальные бомбы, оснащенные таймером, отправляются через подводное течение к сопернику на ту же клетку, где она была поставлена. Если соперник в это время поставил на эту клетку свою бомбу, первая бомба возвращается обратно к тому, кто её поставил.
В некоторых уровнях так же есть трубы и течение, осложняющие задачу. Цель — уничтожить всех противников на их арене.
Босс — Бомбер Русалка (Bomber Mermaid).
Panel Paint Rule
Одна из наиболее сложных дисциплин, принадлежащая команде «Железные Бульдозеры». Участники должны с помощью бомб переворачивать плиты на полу арены, окрашивая их тем самым в «свой» цвет. С помощью особых взрывных плит можно быстро окрасить половину арены, но при этом нужно следить, чтобы взрыв не задел самого участника. Побеждает тот, чьего цвета на арене осталось больше к концу раунда.
Босс — Бомбер Ганрок (Bomber Gunrock).
Ring Match Rule
Битвы проходят на различных этажах башни команды «Штормовые Гиганты». В этом режиме участники не погибают, а вылетают с арены. С помощью простых бомб следует выбить противников с поля как можно большее количество раз, и следить, чтобы они не сделали то же самое. У каждого участника над головой находится счетчик, показывающий количество очков за набранные «вылеты». Каждый выбитый с арены противник добавляет два балла. Если противник выбивает Бомбермена, два балла отнимаются у него. Побеждает тот, у кого больше очков к концу раунда.
Босс — Аладдин Бомбер (Aladdin Bomber).

## Бонусные панели
Выполняя особые действия, описанные перед началом раунда внизу экрана, игрок может зарабатывать специальные коллекционные панели (Collection Panel Pieces), и открывать новые детали и костюмы для своего Бомбермена. В режиме обычной игры нельзя экипировать эти костюмы, они предназначены только для онлайн-поединков. Броня, в которой Бомбермен показан в конце открывающего ролика, достается самой последней при сборе всех панелек.

## Мультиплеер
В игре есть несколько видов мультиплеера — игра с товарищами (участвуют до 4-х игроков) непосредственно через джойстики и онлайн, где игрок может померяться силами с другими игроками со всего света. Последняя функция более недоступна из-за отключения серверов игры в 2003. Офлайн-мультиплеер включает в себя как классические, так и новые арены с разнообразными режимами и настройками. После завершения матча победитель может сыграть в мини-игру «Bomber Karate», похожую на бонусный раунд из игры Mortal Kombat. Если игрок сможет разбить стопку плит одним точным ударом, то в следующем матче получит дополнительные предметы.

## Отзывы и дальнейшее распространение
| Сводный рейтинг | Сводный рейтинг |
| Агрегатор       | Оценка          |
| --------------- | --------------- |
| GameRankings    | 83,66 %         |

Bomberman Online получил положительные отзывы от игроков и прессы. Средняя оценка — 8.6 из 10, сайт Metacritic дал игре 80 баллов из возможных 100. Критики похвалили как сам игровой процесс, так и возможность сетевой игры, назвав всё это «бессмертной классикой для Dreamcast». Некоторые также ответили, что игра является «одной из самых успешных в серии» и то, что «с помощью мультиплеера, старая концепция игры чувствуется новее».
Некоторые детали были адаптированы в эпизоды 52-серийного аниме «Bomberman Jetters». В частности, почти все лидеры команд (кроме Бомбер Братьев и Аладдина Бомбера) выступили в качестве созданных злодеем Муджо вражеских Бомберменов.
В аниме был изменен их дизайн и имена.